# Andreas Christen (Designer)
Andreas Christen (* 16. Mai 1936 in Bubendorf; † 23. März 2006 in Zürich, ZH) war ein Schweizer Designer und bildender Künstler. Zu seinen bekanntesten Entwürfen gehören das Aluminium-Regal der Lehni AG, Dübendorf, aus dem Jahr 1964 sowie das Stapelbett aus Kunststoff aus dem Jahr 1960, produziert von H. P. Spengler, Rümlang. Als Künstler wurde er mit «Monoforms», in Polyester gegossenen, weissen Flachreliefs, 1960 einem breiteren Publikum erstmals bekannt.

## Leben
Andreas Christen, geboren in Bubendorf, wuchs in Huttwil auf. Er zog 1955 nach Zürich, wo er für das Modeunternehmen Robert Ober als Schaufensterdekorateur arbeitete. Von 1956 bis 1959 absolvierte er als einziger Student die Versuchsklasse für Produktform an der Kunstgewerbeschule Zürich beim Bauhaus-Absolventen Hans Fischli. Danach begann er mit seiner selbstständigen Tätigkeit als Designer.
1960 schuf er die ersten «Monoforms», worauf ihn Max Bill 1960 in seine Ausstellung «Konkrete Kunst: 50 Jahre Entwicklung» im Zürcher Helmhaus aufnahm. Von 1967 bis 1972 hielt sich Andreas Christen regelmässig in den USA auf, wo er für den Möbelhersteller Knoll International mit dem Designer Don Albinson zusammenarbeitete und das Christen Office System entwickelte. 1966 und 1967 arbeitete HR Giger als Angestellter von Andreas Christen in dessen Büro in Zürich, wo er an dessen Möbelentwürfen für Knoll International mitwirkte.
1971 und 1972 unterrichtete Andreas Christen im Rahmen eines Lehrauftrages an der Hochschule für bildende Künste Hamburg. Ab 1964 arbeitete er mit dem Möbelhersteller Lehni AG, Dübendorf, zusammen und entwarf einen grossen Teil des Möbelprogramms, das heute noch produziert wird. 1974 entwickelte er für die Ernst Schweizer AG Metallbau, Hedingen/ZH den Briefkasten B74, der sich in der Schweiz als Standardprodukt durchgesetzt hat. 1989 wurde er Präsident der Schweizerischen Eidgenössischen Kommission für Angewandte Kunst. Ab 1981 arbeitete Andreas Christen eng mit der Galerie Annemarie Verna (Annemarie und Gianfranco Verna) in Zürich zusammen. 1990 nahm er am Wettbewerb zu Gestaltung der Westseite der Bahnhofshalle des Hauptbahnhofs Zürich teil und belegte den 2. Platz, schlussendlich wurde 1992 der Entwurf von Mario Merz realisiert.
Er war verheiratet und hatte zwei Kinder. Er starb 2006 in Zürich.

## Werk

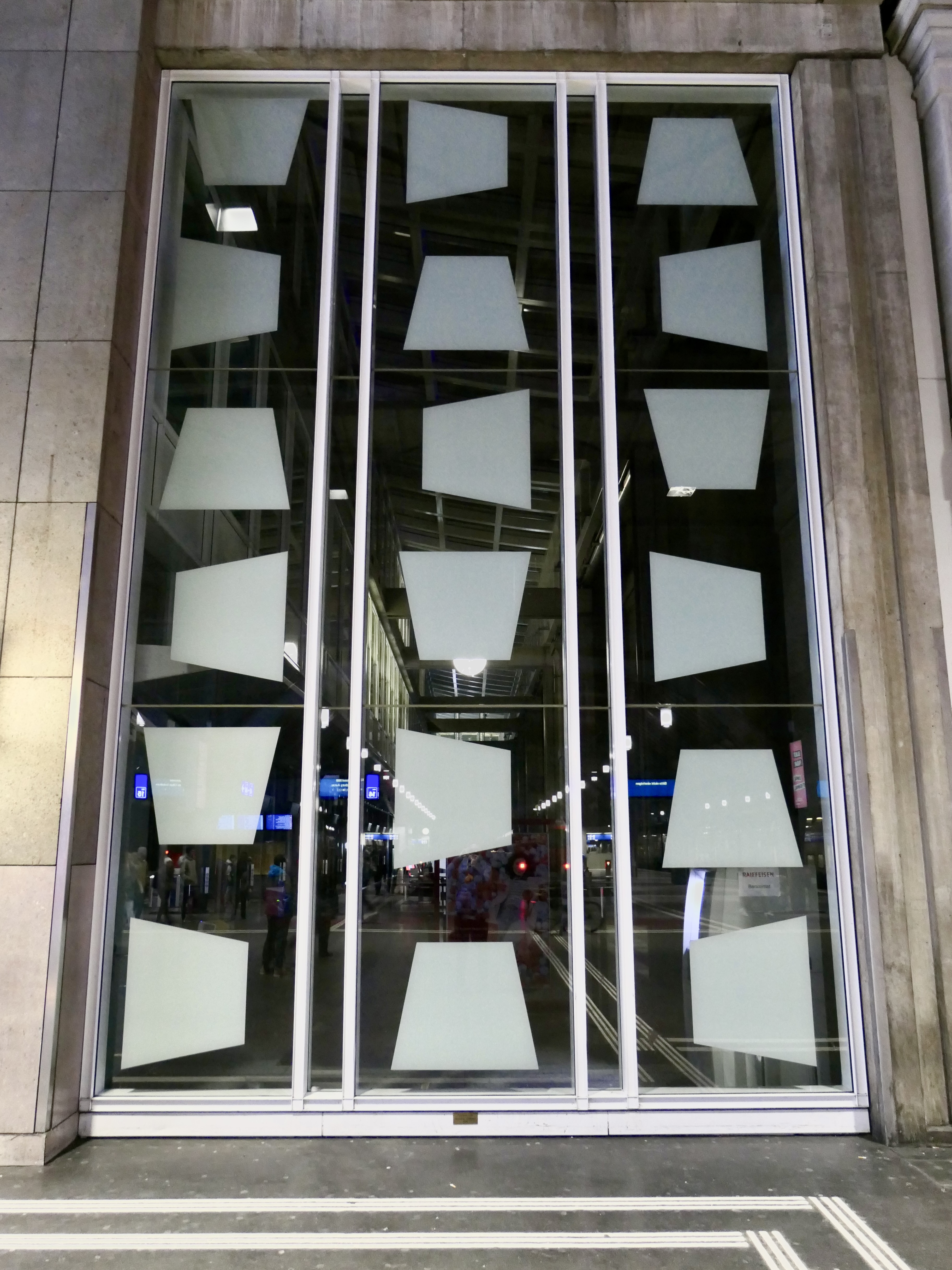
Andreas Christen «Pyramid Cuts», Zürich Hauptbahnhof, Nordtrakt, Glaswand, 1996

### Künstlerisches Werk (Auswahl)
- 1956: Erste konstruktive Bilder mit Elementarfarben auf der Grundlage von Rechtecksystemen, Kunstharz auf Masonit
- 1960: «Monoforms», in Polyester gegossene monochrom weiss gespritzte Flachreliefs
- 1965: «Polyester», freistehende Reliefplatten aus Kunststoffelementen
- 1973: «Komplementär-Strukturen» aus gespritztem Epoxy
- 1988–2005: Weiterentwicklung der Werke zu ihrer definitiven Form, nunmehr aus MDF-Platte und Holz gespritzt[12][13][14][15]
- 1996: «Pyramid Cuts», Zürich Hauptbahnhof, Nordtrakt, Glaswand

### Ausstellungen
- 1960: «Konkrete Kunst: 50 Jahre Entwicklung», Helmhaus Zürich (Wasserkirche), zusammen mit Max Bill
- 1961: Gruppenausstellung «Nouvelles Tendances», Zagreb[16]
- 1962: «10 Monoforms», Galerie Suzanne Bollag, Zürich
- 1962: «10 Monoforms», Studiengalerie des Studium Generale der Universität Stuttgart, Stuttgart[17]
- 1967: Vertretung der Schweiz an der 9. Biennale in Sao Paulo, zusammen mit Peter Stämpfli[18]
- 1969: Teilnahme an der ersten Biennale in Nürnberg[19]
- 1969: «22 Junge Schweizer», Stedelijk Museum, Amsterdam / Kunsthalle Bern[20]
- 1971: «Swiss Avantgarde», New York Cultural Center, New York[21]
- 1981–2016: 13 Einzelausstellungen bei Galerie Annemarie Verna, Zürich
- 1991: «Extra Muros. Zeitgenössische Schweizer Kunst», Musée des Beaux-Arts, La Chaux-de-Fonds / Musée cantonal des Beaux-Arts, Lausanne / Musée d’Art et d’Histoire, Neuchâtel
- 1993: «Dimension Schweiz 1915–1993: Von der frühen Moderne zur Kunst der Gegenwart», Museion, Museum für Moderne Kunst, Bozen, IT[22]
- 1994–1995: Museumsretrospektive Winterthur, Dijon, La Chaux-de-Fonds, Botropp; kuratiert von Dieter Schwarz[23]
- 2000: Kunsthalle Palazzo, Liestal BL[24]
- 2002–2018: ART Basel 33-49, mit Galerie Annemarie Verna, Zürich
- 2006–2007: «Die Neuen Tendenzen», Museum für Konkrete Kunst, Ingolstadt[25]
- 2008: «Zwischen Malerei und Objekt», Museum Haus Konstruktiv, Zürich[26]
- 2011–2012: «Beispiel Schweiz: Entgrenzungen und Passagen als Kunst», Kunstmuseum Liechtenstein, Vaduz[27]
- 2014–2015: «Works 1959–2005 Andreas Christen», Massimo De Carlo Gallery, London[28][15]
- 2014: «Andreas Christen – Werke und Design», Ernst Schweizer AG, Hedingen[29]
- 2018: «MONOCHROMES. L'affaire du siècle», Musée des Beaux-Arts, La Chaux-de-Fonds[30]
- 2019: Rappaz Museum, Basel[31]
- 2025:  «Wir sind hier!», Haus Konstruktiv, Zürich

### Design (Auswahl)
- 1958: Stehleuchte aus Chromstahl, seit 1981 produziert von Lehni AG, Dübendorf[32]
- 1960: Stapelbett aus Kunststoff[2], produziert von H.P. Spengler, Rümlang, mit welchem Andreas Christen Pionierarbeit leistete, was die Verwendung von Kunststoff im Möbelbau anbelangt
- 1962: Modulhaus aus Kunststoffelementen «Scobalit Casa», Scobalit AG, Winterthur[33]
- 1964: Kunststoffschrank «Polyesterbox» aus Polyester und Fiberglas[34]
- 1964: Aluminium-Regal, Lehni AG, Dübendorf[1]
- 1964/1965: Swissair-Messestand, Modularsystem[35]
- 1965: Swissair-Aschenbecher[36], Swissair Koffer[37]
- 1967: «Christen Tables», Tisch aus dem Büromöbelprogramm für Knoll International[4]
- 1971: Modulares Badezimmersystem, vorfabrizierte Sanitäreinheiten; Modules Sanitaires, Saint-Sulpice[38]
- 1974: Brief- und Depotkasten «B71», Ernst Schweizer AG, Hedingen
- 1979: Aluminium-Schrank, Lehni AG, Dübendorf
- 1982: Bett, Stahlrohr und Schichtholzplatte, Lehni AG, Dübendorf
- 1987: Sondertram Verkehrsbetriebe Zürich, zum 200-jährigen Jubiläum der Zürcher Kunstgesellschaft
- 1990–2005: Möbelprogramm Lehni AG, Dübendorf (u. a. 1990 Dock-Bürotisch; 1996 «Elox» Stapelstuhl; 2002 Office-Sitzbank; 2003 "Aluminium Tisch 2" (Nominee Designpreis Schweiz 2003); 2005 Modulschrank)

## Auszeichnungen
- 1968: Conrad-Ferdinand-Meyer-Preis
- 1992: Camille-Graeser-Preis
- 1993: Auszeichnung für bildende Kunst des Kantons Zürich